# 私は負けない!ガンと闘う少女
『私は負けない!ガンと闘う少女』（わたしはまけない がんとたたかうしょうじょ）は、1983年11月6日から同年12月25日までTBS系列の『日曜ファミリードラマ』（毎週日曜日20:00 - 20:54 UTC）の枠で放映されたテレビドラマ。主演は松本伊代。

## 概要・内容
日曜日20:00枠に新設された『日曜ファミリードラマ』の第1作。突然癌に冒された一人の少女を主人公として、当時はタブーと見られていた癌告知というテーマに真正面から取り組んで「本人に癌の告知をすべきか？」をテーマとし、残り少ないとされた命を全力で生き抜いていこうとする少女の苦悩と戦いに臨むその姿を描いた。この年の2月から3月に同じTBSで放送されたテレビドラマ『積木くずし 〜親と子の200日戦争〜』のスタッフが再集結して制作された。黒田正司プロデューサーは「がんについての最新情報も随所に盛り込み、社会問題を扱った重厚なドラマにしたい」と話している。

## あらすじ
高校一年生の佐久間由美はラグビー部の新人マネージャー。ラグビー部のキャプテンの高村進に思いを寄せている。ある日由美は、石につまずいて転んで倒れるが、突然高熱に襲われる。その後の診断結果で、右膝に腫瘍が出来ていると知らされた…。

## キャスト
- 佐久間由美：松本伊代
  - 本作のヒロインで高校生。ラグビー部のマネージャーをしていたが骨肉腫を患い入院。
- 高村進：高柳良一
  - 由美と同じ高校に通う3年生。ラグビー部に所属。
- 永井誠：中山仁
  - 由美の担当医。彼女が骨肉腫である事を見抜き両親に告知。
- 田丸悠介：上條恒彦
  - ラグビー部の顧問。
- 吉原重夫：金井大
- 大滝啓子：根本里生子
  - ラグビー部のマネージャーで3年生。部員、後輩達に厳格な態度が見られる。進に憧れる。
- 重山ひとみ：浅川薫
- 石川梢：船橋あられ
  - ラグビー部のマネージャーで由美と同級生。明るい性格。メガネを掛けている。
- 中村葉子：秋山嘉子
- 北村昌子
- 高村省三（進の父）：加藤和夫
- 佐久間久子：松原智恵子
  - 由美の母。娘の余命を知らされてショックを受ける。
- 佐久間玄太：伊東四朗
  - 由美の父で、長距離トラック運転手。
- 佐久間美佐：安孫子里香
  - 由美の妹で、小学校４年生。

## スタッフ
- プロデューサー：黒田正司（東宝）、山本典助（TBS）
- 脚本：上條逸雄 （全話担当）
- 撮影：淵野透益
- 監督：土屋統吾郎（第1話、4話、5話、7話）、日高武治（第2話、3話、6話、8話）
- 製作：東宝、TBS

## 主題歌
- 「時に愛は」（歌：松本伊代）
  - 作詞・作曲：尾崎亜美／編曲：鷺巣詩郎